# Powellinia ptolemaida
Powellinia ptolemaida är en fjärilsart som beskrevs av Turati 1924. Powellinia ptolemaida ingår i släktet Powellinia och familjen nattflyn. Inga underarter finns listade i Catalogue of Life.